# WALL-E
WALL-E (marknadsfördes med en halvhög punkt som WALL•E) är en amerikansk datoranimerad science fiction-film från 2008, producerad av Pixar Animation Studios åt Walt Disney Pictures. Filmen är regisserad och samskriven av Andrew Stanton och Jim Reardon och producerad av Jim Morris. Rösterna görs bland annat av Ben Burtt, Elissa Knight, Jeff Garlin, Fred Willard, John Ratzenberger, Kathy Najimy och Sigourney Weaver. 
I filmen får man följa med WALL-E, en ensam komprimatorrobot, på en framtida, obeboelig, öde jord, kvar för att rensa upp människornas skräp. Men han får besök av EVA, som skickats av en sond från rymdskeppet Axiom, som han genast blir kär i. 
År 2021 valdes filmen ut för att bevaras i National Film Registry av USA:s kongressbibliotek då den anses vara ”kulturellt, historiskt eller estetiskt betydelsefull”.
Filmens ledmotiv heter Down To Earth och framförs av Peter Gabriel, som har skrivit låten tillsammans med Thomas Newman.
WALL-E hade undertiteln "I rymden kan ingen höra dig städa". En parodi på filmen Aliens undertitel "I rymden kan ingen höra dig skrika".

## Handling
Filmen utspelar sig i en avlägsen framtid där jorden har övergivits av mänskligheten efter att ha blivit obeboelig på grund av enorma mängder skräp och föroreningar. Kvar på planeten finns den ensamma soproboten  WALL-E (Waste Allocation Load Lifter: Earth-Class) som städar upp det avfall som människorna lämnat efter sig. Trots sitt monotona arbete har WALL-E utvecklat en egen personlighet och nyfikenhet på världen. Han samlar på föremål han hittar bland skräpet,  och drömmer om sällskap.
En dag landar ett rymdskepp och släpper av EVA, en avancerad sökrobot, vars uppdrag är att hitta tecken på liv. WALL-E blir genast fascinerad av henne och visar henne sin mest värdefulla upptäckt – en liten grön planta. När EVA ser plantan aktiveras hennes program, hon lagrar plantan inom sig innan hon blir automatiskt avstängd i väntan på att rymdskeppet ska hämta henne. WALL-E, som blivit förälskad i henne, följer med när hon förs tillbaka till rymdskeppet Axiom, där människorna har levt i århundraden, isolerade från sin förstörda hemplanet.
Ombord på Axiom visar det sig att människorna blivit passiva och beroende av teknologi, till den grad att de inte längre kan gå själva. De styrs av det automatiserade systemet och den självtänkande styrdatorn AUTO, som har en hemlig order om att aldrig tillåta en återkomst till jorden. När den gröna plantan visar att jorden återigen kan stödja liv, försöker AUTO dölja beviset och förhindra att skeppet återvänder.
Med hjälp av EVA, samt några upproriska service-robotar och den nyvaknade människokaptenen McCrea, kämpar WALL-E för att rädda plantan och bevisa att jorden är beboelig igen. Efter en strid lyckas de aktivera skeppets nödprogram, vilket gör att Axiom sätter kurs tillbaka till jorden. Människorna inser att det är dags att återvända och börja återuppbygga sin värld. WALL-E, som skadats allvarligt under händelserna, repareras av EVA, och tillsammans förbereder de sig för en ny framtid.

## Roller
- WALL-E (Förkortning av; Wankelmotor Lastlyftare Ekonomiklass) (Waste Allocation Load Lifter Earth-class på engelska) är en 700 år gammal robot och är den sista roboten kvar som skulle städa upp jorden medan människorna var borta. Den solcellsdrivna roboten är ungefär en soppress på larvfötter, han har en skärlaser mellan ögonen och även en inspelningsfunktion. Han samlar på intressanta saker han hittar och har ett gammalt band med filmen Hello, Dolly! som han tittar på. Han har en liten kackerlacka som sällskap.
- EVA (EVE på engelska) (Förkortning av; Extraterrestial Vegetation Evaluator) är en robot från Axiom som har till sin uppgift att leta efter växtlighet på jorden. Hon rör sig och håller fast sina kroppsdelar med någon sorts antigravitationssystem och har en plasmakanon i sin högra arm som hon är väldigt snar att använda. Hon visar grundläggande känslor men bryr sig till en början bara om sitt uppdrag. WALL-E lyckas däremot värma upp henne och till sist besvarar hon hans kärlek.
- M-U (M-O på engelska) (Förkortning av Microbe-Obliterator) är en städrobot på Axiom som förföljer WALL-E för att städa upp de smutsspår han lämnar efter sig. Han tycker inte om WALL-E till en början eftersom han är så smutsig.
- Kapten B. McCrea är Axioms kapten som senare blir en av filmens hjältar.
- Auto (Förkortning av; Auto-Pilot) är Axioms onde autopilot. Han är inbyggd i skeppets ratt.
- WALL-A (Förkortning av; Wankelmotor Lastlyftare A-klass) (Waste Allocation Load Lifter Axiom-class på engelska) är två robotar som liknar Wall-E väldigt mycket men är mycket större. Deras uppgift liknar också Wall-E:s. Skillnaden är bara den att de städar i axioms soprum istället för jorden.

## Platser
Axiom är ett av Buy N Large:s Rymdskepp som tog med människor på en 5 års kryssning medan Wall-E-robotarna skulle städa upp jorden.
(Men eftersom operation uppröjning "misslyckades" stannade axiom kvar i rymden på hemlig order av VD:n som gavs till auto.)
Buy N Large började sin försäljning med att sälja frusen yoghurt under namnet Buy. Lite senare köpte Buy upp Large Industries och blev Buy N' Large men apostrofen har försvunnit. År 2100 har BNL två miljoner dotterbolag och myndigheter samt hela världens ledning.

## Rollista (i urval)

### Engelska röster
- Ben Burtt – WALL-E, M-O
- Elissa Knight – EVE
- Jeff Garlin – Kaptenen
- Fred Willard – Shelby Forthright, vd för BnL
- John Ratzenberger – John
- Kathy Najimy – Mary
- Sigourney Weaver – Skeppsdator
- MacInTalk – Auto

### Svenska röster
- Johan Lejdemyr – WALL-E
- Mikaela Tidermark Nelson – EVA
- Henrik Dorsin – kapten
- Pontus Gustafsson – Shelby Forthright, VD
- Calle Stjernlöf – Auto
- Oskar Nilsson – M-U
- Dan Bratt  – John
- Louise Hoffsten  – Mary
- Annica Smedius – skeppsdator
- Jennie Jahns – skeppets högtalarröst
- Övriga röster – Anna Lundström, Charlotte Ardai, Vicki Benckert, Cecilia Olin, Christian Fex, Ole Ornered, Dick Eriksson, Jamil Drissi, Carl Carlswärd, Nils Manzuoli, Kristian Ståhlgren, Jennie Jahns
- Dialogregissör – Peter Sjöquist
- Översättning – Mats Wänblad
- Inspelningstekniker – Johan Lejdemyr
- Dubbningsbolag – Sun Studio[3][4]